# Pha sóng
Trong chuyển động sóng, hay trong các chuyển động nói chung có biên độ biển đổi theo thời gian một cách tuần hoàn, có thể áp dụng biến đổi Fourier, để phân tích chuyển động này thành tổng các biến đổi theo hàm điều hòa (hàm sin hay cos). Các hàm này thể hiện các sóng đơn sắc (hay tuần hoàn đơn tần), và có thể coi là hình chiếu của chuyển động tròn đều trên một phương bất kỳ. Pha của sóng (pha sóng) hay của chuyển động tuần hoàn nói chung, chính là góc trong chuyển động tròn đều này.
Ví dụ, xét hàm số sin thể hiện một sóng đơn sắc, tại một vị trí cố định, sau đây:
{\displaystyle f(t)=sin(2\pi Ft+\varphi )}
Ở đây t là thời gian, F là tần số, đại lượng {\textstyle 2\pi Ft+\varphi } chính là pha của hàm sóng này, φ là pha ban đầu (tại t = 0).
Một hàm sóng này được gọi là trễ pha/chậm pha hay sớm pha/nhanh pha (tổng quát là lệch pha) với hàm sóng kia nếu pha ban đầu của hàm sóng này nhỏ hơn hay lớn hơn (hay tổng quát là khác) hàm sóng kia.
Ví dụ, hàm sóng sau trễ pha {\textstyle {\frac {\pi }{2}}}, cũng được gọi là trễ pha {\textstyle {\frac {1}{4}}} chu kì, so với hàm bên trên, tại cùng vị trí:
{\displaystyle f(t)=sin(2\pi Ft-{\frac {\pi }{2}}+\varphi )=sin(2\pi F(t-{\frac {T}{4}})+\varphi )}
Do chu kì của một sóng được cho bởi {\textstyle T={\frac {1}{F}}}. Như vậy, trong biểu diến hàm sóng, khi thay đổi cách tính thời gian từ t đến t*, cụ thể là sự dịch chuyển gốc thời gian (chọn mốc mà t* = 0), để đảm bảo biểu diễn cùng một hàm sóng, cần thay đổi pha ban đầu một cách tương ứng. Ngược lại, có thể thay đổi pha tại mốc t*=0 bằng cách dịch chuyển mốc tính thời gian.
Sự lệch pha của các sóng là quan trọng khi xét đến sự giao thoa giữa các sóng. Hai sóng cùng pha, có chênh lệch pha ban đầu bằng 0, sẽ cộng hưởng; hai sóng ngược pha, có chênh lệch pha ban đầu là π, sẽ triệt tiêu nhau.